# 雷恶地
雷恶地，五胡十六国時代人物，新平郡（今陕西彬县）羌族酋長，因为担任征东将军，又作雷征东。
雷恶地以部众数万降附前秦皇帝苻登，拜征东将军，统兵在外。前秦太初四年（389年）十二月，他听说后秦皇帝姚苌派他的安定东门将军开城诱使苻登入城，他认为姚苌多诈，不可相信，于是劝阻苻登，使苻登幸免于难。因他勇略过人，为苻登所猜忌，他害怕被害，归降后秦，担任镇军将军。次年，后秦镇东将军魏揭飞举兵，自称冲天王，他起兵响应。后来。魏揭飞被姚苌所击杀，雷恶地于是再降后秦。岭北诸豪酋都忌惮他。